# Berchemia formosana
Berchemia formosana är en brakvedsväxtart som beskrevs av Camillo Karl Schneider. Berchemia formosana ingår i släktet Berchemia och familjen brakvedsväxter. Inga underarter finns listade i Catalogue of Life.